# Dichelachne micrantha
Dichelachne micrantha là một loài thực vật có hoa trong họ Hòa thảo. Loài này được (Cav.) Domin mô tả khoa học đầu tiên năm 1915.